# Indranagar
Indranagar é uma vila no distrito de Tripura Ocidental, no estado indiano de Tripura.

## Demografia
Segundo o censo de 2001, Indranagar tinha uma população de 17 679 habitantes. Os indivíduos do sexo masculino constituem 51% da população e os do sexo feminino 49%. Emdranagar tem uma taxa de literacia de 77%, superior à média nacional de 59,5%: a literacia no sexo masculino é de 82% e no sexo feminino é de 72%. Em Indranagar, 10% da população está abaixo dos 6 anos de idade.